# Paweł Olkowski
Paweł Olkowski (Ozimek, 13 febbraio 1990) è un calciatore polacco, difensore del Górnik Zabrze.

## Carriera

### Club
Ha giocato nella massima serie del campionato polacco con Zagłębie Lubin e Górnik Zabrze. Nel 2015 è stato inserito nella lista dei 10 terzini destri migliori nel videogioco FIFA 16.

### Nazionale
Ha esordito in Nazionale il 15 novembre 2013 nell'amichevole persa per 2-0 contro la Slovacchia.